# Pseudoraphis spinescens
Pseudoraphis spinescens là một loài thực vật có hoa trong họ Hòa thảo. Loài này được (R.Br.) Vickery miêu tả khoa học đầu tiên năm 1952.